# Brock Peters
Brock Peters, ursprungligen George Fisher, född 2 juli 1927 i New York i New York, död 23 augusti 2005 i Los Angeles i Kalifornien, var en amerikansk skådespelare. 
Peters var verksam både på scen, TV och film, känd bland annat för sin roll som Tom Robinson, en svart man som blev falskeligen anklagad för våldtäkt på en vit flicka i filmen Skuggor över Södern (To Kill a Mockingbird, 1962). Han medverkade även i två Star Trek-filmer, i rollen som Admiral Cartwright.
Brock Peters var även sångare och sjöng bland annat i bakgrundskören i Harry Belafontes hitlåt "Day-O (The Banana Boat Song)".

## Filmografi (urval)
- 1954 – Carmen Jones
- 1959 – Porgy and Bess
- 1962 – Rum för obemärkt
- 1962 – Skuggor över Södern
- 1964 – Pantlånaren
- 1965 – Sierra Charriba
- 1967 – The Incident
- 1968 – Ess i topp
- 1973 – Soylent Green – USA år 2022
- 1976 – En prickskytt i mängden
- 1986 – Star Trek IV – Resan hem
- 1991 – Alligator II: The Mutation
- 1991 – Star Trek VI – The Undiscovered Country
- 1992 - Hemligheten
- 1996 – Skuggor från det förflutna
- 2002 – Den vilda familjen Thornberry - filmen (röst)